# The Demon of Fear
Pour plus de détails, voir Fiche technique et Distribution.
The Demon of Fear est un court-métrage muet américain, réalisé par Frank Borzage, sorti en 1916.

## Fiche technique
- Titre original : The Demon of Fear
- Réalisation : Frank Borzage
- Société de production : American Film Manufacturing Company
- Société de distribution : Mutual Film Corporation
- Pays de production :  États-Unis
- Langue : anglais
- Format : Noir et blanc - 35 mm - 1,37:1 - Muet
- Genre : drame
- Durée : 20 minutes (2 bobines)
- Date de sortie :
  - États-Unis : 30 juin 1916

## Distribution
- Frank Borzage
- Ann Little
- Jack Richardson
- Queenie Rosson